# Welser Lokalbahn
Die Welser Lokalbahn, bis 1892: Lokalbahn Wels–Aschach war ein Eisenbahnunternehmen in Österreich. Es war Eigentümer der staatlich garantierten Lokalbahnen Haiding–Aschach, Wels–Rohr und Sattledt–Grünau.

## Geschichte

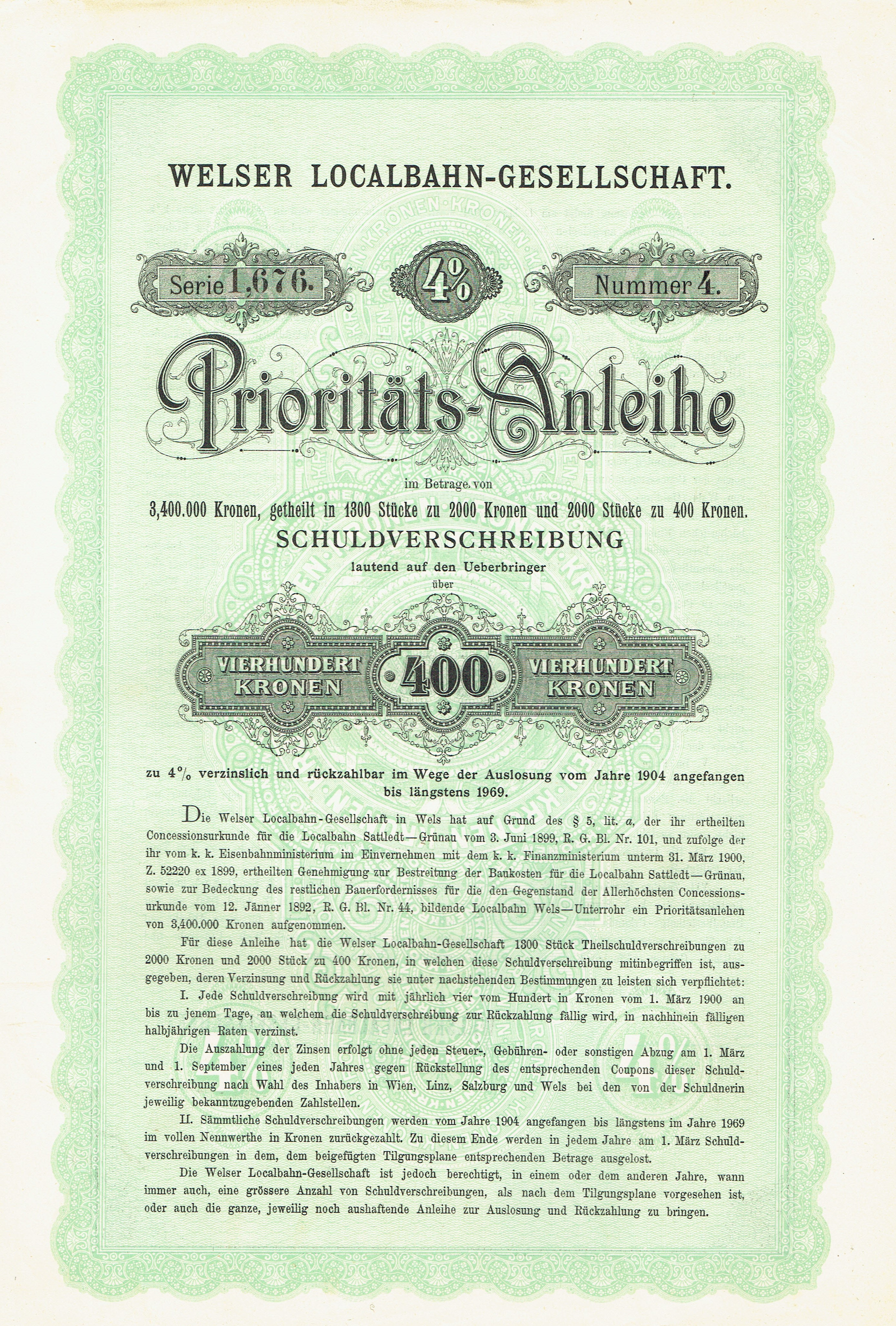
Schuldverschreibung über 400 Kronen der Welser Localbahn-Gesellschaft vom 1. April 1900

Die ca. 25 km lange Bahnstrecke wurde von der Localbahn-Gesellschaft Wels-Aschach (ab 1894: „Welser Localbahn-Gesellschaft“) auf Basis der Concessionsurkunde vom 12. Jänner 1892, für die Localbahn von Wels nach Unter-Rohr. errichtet. Die Eröffnung erfolgte im Jahr 1893. Die Strecke hatte die Funktion, die Stadt Wels einerseits mit dem Kremstal (Linie Linz-Klaus der „Kremstalbahn-Gesellschaft“), andererseits mit Steyr (über die Linie Rohr-Bad Hall der „Kremstalbahngesellschaft“ und der schmalspurigen Strecke Bad Hall-Steyr der „Steyrtalbahngesellschaft“) zu verbinden.
Aufgrund von Interessenkonflikten zwischen den beteiligten Privatgesellschaften konnte sich diese Struktur aber nicht fruchtbringend entfalten. Vielmehr kam es zu einem Tarifkrieg in der Frage, ob Fracht aus dem Kremstal über Linz oder über Wels nach Norden abzutransportieren sei. Die „Welser Localbahngesellschaft“ war nicht zuletzt aufgrund der ungünstigeren Trassierung ihrer Strecke durch Hügelland im Nachteil und somit genötigt, eine von der Rohrerbahn abzweigende und letztlich erfolgreichere Linie ins Almtal (d. i. Sattledt – Grünau im Almtal, „Almtalbahn“) zu errichten (Concessionsurkunde vom 3. Juni 1899 für die Localbahn von Sattledt nach Grünau.), dessen wirtschaftliche Struktur jener des Kremstales damals sehr ähnlich war. Die normalspurige Verbindung mit Steyr ließ die „Welser Localbahn-Gesellschaft“ überhaupt fallen.
Im Jahr 1942 kam es zur Verstaatlichung der Bahn. 
Im Jahr 1965 wurde das Teilstück Sattledt-Rohr von den ÖBB aufgelassen, nachdem zuletzt bis 1964 nur mehr bescheidener Personenverkehr aufrecht war, z. T. jedoch mit durchgehenden Zügen von Wels über Rohr nach Bad Hall. Die Strecke wurde bis Mitte der 1970er Jahre abgetragen.